# Adam Duncan
Adam Duncan (* 1 de julio de 1731 - † 4 de agosto de 1804) fue un almirante británico que derrotó a la flota holandesa en Camperdown (norte de Haarlem) el 11 de octubre de 1797, victoria que fue considerada como una de las acciones más importantes en la historia naval.
Fue el segundo hijo de Alexander Duncan de Lundie, Provost de Dundee, y su esposa Helen, hija de John Haldane de Gleneagles. En 1746, después de recibir su educación en Dundee, ingresó a la  Real a bordo de una balandra de prueba, al mando del capitán Robert Haldane, con quien, en el HMS Trial y después en el HMS Shoreham, continuó hasta la Paz en 1748. 
En 1749 fue nombrado para el HMS Centurion, entonces Comisionado para el servicio en el Mediterráneo, por el Honorable Augustus Keppel (después Vizconde de Keppel), con quien fue luego en el HMS Norwich a la costa de Norteamérica, y fue confirmado en el rango de Teniente el 10 de enero de 1755.
Como Comandante no tuvo ningún servicio adicional, pero el 25 de febrero de 1761 fue enviado y designado al HMS Valiant. En ella tuvo una participación importante en la Conquista de Belle-Île-en-Mer en junio de 1761, y de La Habana en agosto de 1762. Volvió a Inglaterra en 1763 y, a pesar de su reiterada petición, no tuvo empleos adicionales durante muchos años.
Se convirtió en Vicealmirante el 1 de febrero de 1793, y fue ascendido a Almirante el 1 de junio de 1795. En febrero de 1795 fue nombrado Comandante en jefe en el Mar del Norte, e izó su bandera a bordo del HMS Venerable. Duncan a la vez fue elevado con dignidad de Par a Vizconde de Duncan y de Camperdown, y a Barón de Duncan y de Lundie, en el Condado de Perth.
Duncan continuó al mando de la flota del mar del Norte hasta 1801, pero sin ninguna oportunidad adicional de distinción. Tres años más tarde, el 4 de agosto de 1804, murió de repente, a la edad de setenta y tres años, en una posada de Cornhill, un pueblo en la frontera, donde se había detenido para pasar la noche en su viaje a Edimburgo. Fue enterrado en Lundie.
- Datos: Q335334
- Multimedia: Adam Duncan / Q335334